# Migotek
Migotek (fiń. Niisku, szw. Snork) – brat Panny Migotki. Fikcyjna postać stworzona przez fińską autorkę Tove Jansson.
Występuje w Komecie nad Doliną Muminków, gdzie mieszka w domku w lesie razem z siostrą Panną Migotką oraz W Dolinie Muminków, gdzie mieszka już w domu Muminków. Uwielbia porządek i dobrą organizację. Często urządza zebrania, których przewodniczącym mianuje sam siebie.
W anime buduje latający statek i inne urządzenia. Nosi czerwone okulary, charakteryzuje się niebieskim odcieniem skóry (podobnie jak Muminek) i grzywką (jak Migotka).
Słowo Snork pochodzi od szwedzkiego snorkig, co oznacza przemądrzały, zarozumiały.